# Associação Luso-Alemã
A Associação Luso-Alemã / Deutsch-Portugiesische Gesellschaft (DPG) é uma associação civil alemã que tem por finalidade aproximar os povos da Alemanha e de Portugal, divulgando a cultura portuguesa na Alemanha e apoiando o convívio a todos os níveis.

## História
Uma primeira "Deutsch-Portugiesische Gesellschaft" (Associação Luso-Alemã) já com esse nome foi fundada na cidade de Colônia na República Federal da Alemanha em 1964. Em 1976 mudou o nome para "Deutsch-Lusitanische Gesellschaft", voltando ao nome inicial em 1980 pelo termo "Lusitanisch" (lusitano) ter causado malentendimentos por ter pouca divulgação na Alemanha.
Na então República Democrática Alemã ("DDR") foi fundada uma Sociedade de Amizade DDR-Portugal depois do 25 de abril 1974 com o igual intuito de fortalecer a amizade entre os dois países.
Depois da Reunificação da Alemanha as duas associações em 1990 fundaram a hoje existente DPG.

## Organização
A DPG está sediada em Berlim. Está organizada na Alemanha em 11 secções federais e 15 regionais, enquanto em Portugal mantém as 3 secções "Centro", "Madeira" e "Algarve".
O presidente atual é Harald Heinke, sendo o presidente honorário o embaixador de Portugal na Alemanha (s.ex. Caetano Luís Pequito de Almeida Sampaio).
A DPG mantém ainda uma Junta Consultiva honorária e promotora com membros tal como a diretora da Caixa Geral de Depósitos na Alemanha, ex-diplomatas, empresários, políticos, músicos e cientistas ligados a Portugal.

## Atividades
Publica a revista para os associados e amigos, a DPG-Report, publicação trimestral, além de alguns boletins em secções regionais. 
A DPG nas suas secções regionais protagoniza e apoia eventos culturais e convívios das mais diversas áreas e dispõe-se a ajudar no estabelecimento de contactos a nível economico, cultural, oficial, social e outros.
Tem parcerias estabelecidas com a Associação da Cooperação RFA - Portugal, o INATEL, o "VPU - Verband portugiesischer Unternehmer in Deutschland“ (Associação dos Empresários Portugueses na Alemanha), a Câmara de Comércio e Indústria Luso-Alemã e outros, além das cooperações com a Sociedade Brasil-Alemanha em Berlim e Bona, o Centro do Livro e do Disco de Língua Portuguesa em Frankfurt am Main, a Sociedade Alemã para os Países Africanos de Língua Portuguesa em Colônia e outras.